# Rère
Rère é um rio localizado na França.